# マイクロマネジメント
マイクロマネジメント（英: micromanagement）とは、管理者である上司が部下の業務に強い監督・干渉を行うことで、一般には否定的な意味で用いられる。マイクロマネジメントを行う管理者は、業務のあらゆる手順を監督し、意志決定の一切を部下に任せない。部下の立場から見れば、上司がマイクロマネジメントを行っていると感じられることは多いが、上司がそのことを自覚することは稀であるとされる。対義語は、マクロマネジメント。